# Adisura
Adisura is een geslacht van vlinders van de familie Uilen (Noctuidae), uit de onderfamilie Heliothinae.

## Soorten
- A. aerugo (Felder & Rogenhofer, 1874)
- A. affinis Rothschild, 1921
- A. atkinsoni Moore, 1881
- A. bella Gaede, 1915
- A. callima Bethune-Baker, 1911
- A. dulcis Moore, 1881
- A. goateri Hacker & Saldaitis, 2011
- A. litarga Turner, 1920
- A. malagassica Rothschild, 1924
- A. marginalis Walker, 1857
- A. purgata Warren, 1926
- A. stigmatica Warren, 1926
- A. straminea Hampson, 1902